# 莲花湖街道
莲花湖街道，是中华人民共和国河南省驻马店市遂平县下辖的一个乡镇级行政单位。

## 行政区划
莲花湖街道下辖以下地区：
青龙社区、民安社区、菊园社区、陶城社区、南海社区、刘庄社区和三里桥社区。